# Lepidodactylus flaviocularis
Lepidodactylus flaviocularis este o specie de șopârle din genul Lepidodactylus, familia Gekkonidae, descrisă de Brown, Mccoy și Rodda în anul 1992. Conform Catalogue of Life specia Lepidodactylus flaviocularis nu are subspecii cunoscute.